# D.J. Mitchell
William Douglas Mitchell (Winston-Salem, 13 maggio 1987) è un giocatore di baseball statunitense, free agent dal 2012.

## Minor League
Mitchell venne selezionato al 10º giro del draft amatoriale del 2008 come 320a scelta dai New York Yankees. Nel 2009 iniziò nella South Atlantic League singolo A con i Charleston RiverDogs finendo con 4 vittorie e una sconfitte, 1.95 di media PGL (ERA) in 6 partite tutte da lanciatore partente. Successivamente passò nella Florida State League singolo A avanzato con i Tampa Yankees finendo con 8 vittorie e 6 sconfitte, 2.87 di ERA in 19 partite di cui 18 da partente, ottenendo un premio individuale. Nel 2010 passò nella Eastern League doppio A con i Trenton Thunder finendo con 11 vittorie e 4 sconfitte, 4.06 di ERA in 23 partite di cui 22 da partente, ottenendo un premio. Passò nella International League triplo A con i Scranton/Wilkes-Barre RailRiders finendo con 2 vittorie e nessuna sconfitta 3.57 di ERA in 3 partite tutte da partente.
Nel 2011 con i RailRiders finì con 13 vittorie e 9 sconfitte, 3.18 di ERA in 28 partite di cui 24 da partente, ottenendo un premio. Nel 2012 con i RailRiders finì con 6 vittorie e 4 sconfitte, 5.04 di ERA in 15 partite di cui 14 da partente. Passò nella Pacific Coast League triplo A con i Tacoma Rainiers finendo con 3 vittorie e 2 sconfitte, 2.96 di ERA in 8 partite tutte da partente.
Nel 2013 iniziò giocando una sola partita da partente con i Rainiers con 6.75 di ERA. Passò poi ai Las Vegas 51s.

## Major League

### New York Yankees (2012)
Debuttò nella MLB il 1º maggio 2012 contro i Baltimore Orioles. Chiuse la stagione con 3.86 di ERA in 4 partite.

## Vittorie e premi
- Mid-Season All-Star della Eastern League con i Trenton Thunder (14 luglio 2010)
- Lanciatore della settimana della International League con i Scranton/Wilkes-Barre RailRiders (6 settembre 2011)
- Lanciatore della Florida State League con i Tampa Yankees (27 luglio 2009).

## Numeri di maglia indossati
- n° 43 con i New York Yankees (2012).